# CD14

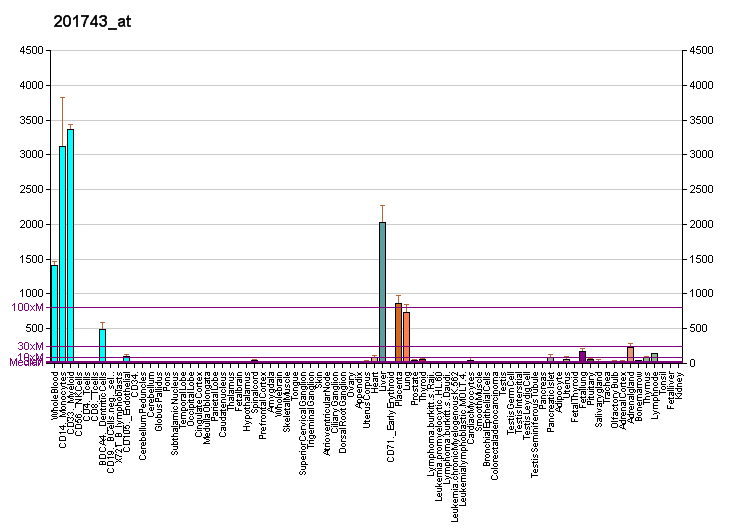
Mode de transcription du gène CD14

Le CD14 (cluster de différenciation 14) est un récepteur de reconnaissance de motifs moléculaires sensible aux lipopolysaccharides (endotoxine), lipoprotéines, acide lipotéichoïque et autres produits microbiens acylés .
Le CD14 est un co-récepteur des TLR pour la détection des motifs moléculaires associé aux pathogènes. Son activation déclenche la signalisation des voies d'activation : MyD88, NFAT, TRIF, Inflamasome.